# Jorge Meré
Jorge Meré Pérez (ur. 17 kwietnia 1997 w Oviedo) – hiszpański piłkarz występujący na pozycji obrońcy.